# 댄 헐리

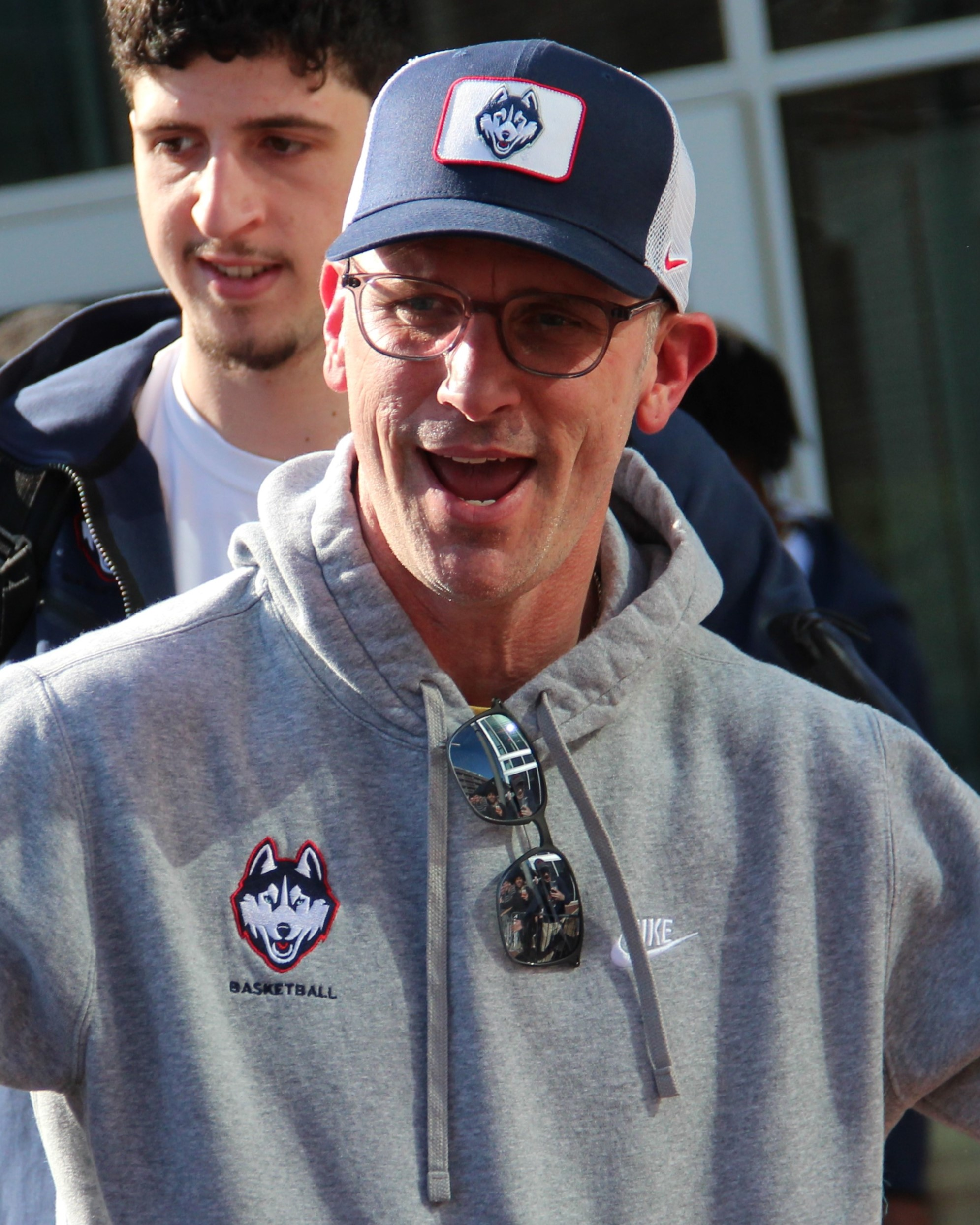

댄 헐리(Dan Hurley, 본명: 대니얼 S. 헐리, Daniel S. Hurley, 1973년 1월 16일 ~ )는 유콘 허스키스(UConn Huskies)의 수석 코치인 미국 남자 대학 농구 코치이다. 2023년과 2024년에 헐리는 유콘을 연속 NCAA 디비전 I 전국 챔피언십으로 이끌었다. 이전에 로드아일랜드와 와그너에서 코치를 맡았다.

## 경력
헐리는 성 베네딕트 예비 학교(Saint Benedict's Preparatory School, 2001-2010)의 수석 코치였으며, 그곳에서 뉴저지 학교를 미국 최고의 고등학교 농구 프로그램 중 하나로 만든 공로를 인정 받았다.
2년 동안(2010~2012) 와그너 칼리지의 수석 코치를 맡았으며 2011~2012 시즌 동안 학교 단일 시즌 승패 기록을 25–6으로 세웠다.
그 후 로드아일랜드 대학교에서 6년(2012~2018) 동안 수석 코치로 재직하면서 팀을 1999년 이후 처음으로 2017 및 2018 NCAA 토너먼트에 출전시켰다. 헐리는 로드아일랜드 대학의 장기 제안을 거절했다. 코네티컷 대학교 허스키스(University of Connecticut Huskies)를 이끌게 되었다.
2010년부터 2013년까지 헐리의 형제 보비는 로드 아일랜드와 와그너에서 그의 보조 코치 중 한 명으로 활동했다.